# Хамар-Дабан
Хама̀р-Даба̀н (на руски: Хама̀р-Даба̀н; на бурятски: Һамар дабаан, хамар — «нос» или hамар — «орех», дабаан — «проход, хребет») е планински хребет в Прибайкалието, разположен в западната част на Република Бурятия и най-южната част на Иркутска област в Русия. Простира се на протежение от 420 km и представлява леко изпъкнала на юг дъга с ширина до 65 km, затваряща от юг Тункинската котловина и езерото Байкал. На запад се свързва с крайния източен хребет на планината Източни Саяни, а на североизток завършва до големия завой в най-долното течение на река Селенга. Преобладава среднопланинския релеф. Максимална височина 2758 m (51°25′53″ с. ш. 102°09′12″ и. д. / 51.431389° с. ш. 102.153333° и. д.), разположена в най-западната му част. Изграден е предимно от кристалинни шисти, гнайси, базалти и варовици, пронизани с множество гранитни интрузии. От него водят началото си множество къси и бурни реки: Харибати, Харагун, Зун-Мурен и др. (десни притоци на Иркут); Утулик, Хара-Мурен, Снежная, Переемная, Мишиха, Мантуриха и др. (вливащи се в езерото Байкал); Убикун, Темник, Джида и др. (леви притоци на Селенга); Цакирка, Хамней и др. (леви притоци на Джида). Склоновете му на височина до 1500 – 1800 m са покрити с кедрови, елови и борови гори. 

## Топографска карта
- М-47-Б, М 1: 500 000[2]
- М-48-А, М 1: 500 000[3]
- N-48-Б, М 1: 500 000[4]